# Ungeschminkt (Fernsehsendung)
Ungeschminkt (Originaltitel: Inside the Actors Studio) ist eine US-amerikanische Talkshow mit James Lipton. Die am längsten bestehende Sendung des Kabelsenders Bravo existiert seit 1994 und wurde elfmal für einen Emmy nominiert. Die Show wird im Michael Schimmel Center for the Arts auf dem Campus der Pace University in New York City aufgezeichnet. In Deutschland wird sie von 3sat, EinsFestival und RTL Living ausgestrahlt.

## Aufmachung
Nach dem Interview mit Lipton folgt für jeden Gast eine offene Fragerunde, in der Absolventen des Actors Studio und der New School University die Schauspieler und Filmschaffenden zu eigenen Themen befragen können.

Seit der Gründung waren über 200 Gäste im Studio zu Gast, 74 davon Oscargewinner:
- 62 Schauspielerinnen und Schauspieler
- 8 Regisseure
- 4 Drehbuchautoren
- 2 Musiker

Nach einer chronologischen Befragung zum filmischen Lebenslauf des Gastes folgen zehn immer gleiche Fragen. Sie stammen von Bernard Pivot, einer französischen Fernsehpersönlichkeit:
1. Was ist dein Lieblingswort?
2. Was ist dein am wenigsten gemochtes Wort?
3. Was macht dich an?
4. Was macht dich überhaupt nicht an?
5. Welches Geräusch oder welche Stimme liebst du?
6. Welches Geräusch oder welche Stimme hasst du?
7. Was ist dein Lieblingsschimpfwort?
8. Welchem Beruf, außer deinem eigenen, würdest du gerne nachgehen?
9. Welchem Beruf würdest du nicht gerne nachgehen?
10. Wenn der Himmel existiert, was würdest du von Gott gerne hören, wenn du an der Himmelspforte ankommst?

## Gäste
| - Ben Affleck - Alan Alda - Tim Allen - Jennifer Aniston - Lauren Bacall - Alec Baldwin - Antonio Banderas - Ellen Barkin - Roseanne Barr - Drew Barrymore - Kim Basinger - Kathy Bates - Ned Beatty - Halle Berry - Juliette Binoche - Cate Blanchett - Jeff Bridges - Matthew Broderick - Pierce Brosnan - Carol Burnett - Ellen Burstyn - Steve Buscemi - Gabriel Byrne - James Caan - Nicolas Cage - Michael Caine - George Carlin - Jim Carrey - Stockard Channing - Dave Chappelle - Don Cheadle - Glenn Close - Jennifer Connelly - Francis Ford Coppola - Kevin Costner - Russell Crowe - Tom Cruise - Billy Crystal - John Cusack - Willem Dafoe | - Matt Damon - Geena Davis - Robert De Niro - Johnny Depp - Cameron Diaz - Matt Dillon - Stanley Donen - Michael Douglas - Robert Downey Jr. - Julia Louis-Dreyfus - Richard Dreyfuss - David Duchovny - Olympia Dukakis - Faye Dunaway - Clint Eastwood - Peter Falk - Sally Field - Ralph Fiennes - Laurence Fishburne - Jane Fonda - Harrison Ford - Colin Firth - Jodie Foster - Michael J. Fox (mit Tracy Pollan) - Jamie Foxx - Morgan Freeman - James Gandolfini - Andy García - Richard Gere - Danny Glover - Whoopi Goldberg - William Goldman - John Goodman - Hugh Grant - Lee Grant - Melanie Griffith - Jake Gyllenhaal - Gene Hackman - Tom Hanks - Ed Harris - Teri Hatcher - Ethan Hawke | - Salma Hayek - Dustin Hoffman - Philip Seymour Hoffman - Anthony Hopkins - Dennis Hopper - Ron Howard - Helen Hunt - Holly Hunter - John Hurt - Anjelica Huston - Jeremy Irons - Hugh Jackman - Anne Jackson (mit Eli Wallach) - Samuel L. Jackson - Norman Jewison - Billy Joel - Elton John - Angelina Jolie - Tommy Lee Jones - Harvey Keitel - Val Kilmer - Ben Kingsley - Kevin Kline - Martin Landau - Diane Lane - Nathan Lane - Jessica Lange - Queen Latifah - Hugh Laurie - Jude Law - Martin Lawrence - Spike Lee - Jennifer Jason Leigh - Jack Lemmon - Jay Leno - Jerry Lewis - Jennifer Lopez - Julia Louis-Dreyfus - Sidney Lumet - Shirley MacLaine | - William H. Macy - Mary Stuart Masterson - Ian McKellen - Bette Midler - Arthur Miller - Liza Minnelli - Julianne Moore - Mary Tyler Moore - Jeanne Moreau - Eddie Murphy - Mike Myers - Paul Newman - Mike Nichols - Edward Norton - Rosie O’Donnell - Al Pacino - Gwyneth Paltrow - Sarah Jessica Parker - Estelle Parsons - Arthur Penn - Sean Penn - Bernadette Peters - Michelle Pfeiffer - Sydney Pollack - Tracy Pollan (mit Michael J. Fox) - Natalie Portman - Dennis Quaid - Anthony Quinn - Robert Redford - Vanessa Redgrave - Christopher Reeve - Burt Reynolds - Tim Robbins - Julia Roberts - Chris Rock - Diana Ross - Mark Ruffalo - Meg Ryan - Mark Rydell | - Susan Sarandon - Martin Scorsese - Kyra Sedgwick - Charlie Sheen - Martin Sheen - Martin Short - Neil Simon - Gary Sinise - Will Smith - Stephen Sondheim - Sissy Spacek - Kevin Spacey - Steven Spielberg - Sylvester Stallone - Ben Stiller - Sharon Stone - Meryl Streep - Barbra Streisand - Donald Sutherland - Kiefer Sutherland - Charlize Theron - Billy Bob Thornton - Benicio del Toro - John Travolta - Mark Wahlberg - Christopher Walken - Eli Wallach (mit Anne Jackson) - Barbara Walters - Naomi Watts - Sigourney Weaver - Forest Whitaker - Gene Wilder - Robin Williams - Bruce Willis - Debra Winger - Kate Winslet - Shelley Winters - James Woods - Joanne Woodward - Renée Zellweger |

### Gruppen als Gäste
- Besetzung von Alle lieben Raymond (Ray Romano, Patricia Heaton, Brad Garrett, Doris Roberts, und Peter Boyle)
- Besetzung von Law & Order (Schöpfer Dick Wolf, Chris Noth (Law & Order; Criminal Intent – Verbrechen im Visier), S. Epatha Merkerson (Law & Order); Christopher Meloni (Law & Order: Special Victims Unit))
- Besetzung von The Producers (Regisseure: Susan Stroman, Nathan Lane und Matthew Broderick)
- Besetzung von Die Simpsons (Nancy Cartwright, Hank Azaria, Dan Castellaneta, Julie Kavner, Harry Shearer, und Yeardley Smith)
- Besetzung von Will & Grace (Debra Messing, Eric McCormack, Sean Hayes, und Megan Mullally)
- Besetzung von Family Guy (Seth MacFarlane, Alex Borstein, Seth Green und Mike Henry)
- Besetzung von Modern Family (Ed O’Neill, Sofia Vergara, Julie Bowen, Ty Burrell, Jesse Tyler Ferguson und Eric Stonestreet)
- Musikband Bon Jovi